# Hugo Theorell
Axel Hugo Theodor Theorell (Linköping, 1903. július 6. – Stockholm, 1982. augusztus 15.) svéd biokémikus. 1955-ben elnyerte az orvostudományi Nobel-díjat "az oxidációs enzimek természetét és működési módját illető felfedezéseiért".

## Tanulmányai
Hugo Theorell 1903. július 6-án született Linköpingben. Apja Thure Theorell katonaorvos, anyja Armida Theorell (lánykori nevén Bill) volt. Szülővárosában végezte az elemi és középiskolát, majd orvostudományt tanult a Karolinska Intézetben három évig. 1924-től három évig a párizsi Pasteur Intézetben bakteriológiával foglalkozott, majd visszatért Svédországba és 1930-ban orvosdoktori fokozatot szerzett. Már egyetemi hallgatóként elkezdett dolgozni az Orvosi Kémiai Intézetben és itteni munkája – a lipidek hatása a vérsüllyedésre – képezte doktori téziseinek alapját is. 1930-tól kísérleti munkája mellett fizikai kémiát adott elő a Karolinska Intézetben. 1931-ben az Uppsalai Egyetemen ultracentrifuga segítségével meghatározta a mioglobin molekulasúlyát.

## Tudományos munkássága
1932-ben kinevezték az Uppsalai Egyetemen az orvosi és élettani kémia docensévé. 1933 és 1935 között Otto Warburg berlini intézetében végzett kutatómunkát és itt kezdett el érdeklődni az oxidációs enzimek iránt. Egy élesztőből izolált élénk sárga színű enzimről itt sikerült leválasztania a színét adó koenzimet, a riboflavin-foszfátot.
1935-ben visszatért Svédországba, a Karolinska Intézetbe, ahol a következő évben kinevezték az újonnan létrehozott biokémiai tanszék vezetőjévé. Theorell kutatómunkája során 1935-től az oxidációs enzimekre fókuszált, jelentősen bővítette a katalázokról, peroxidázokról, citokróm C-ről, flavoproteinekről, alkohol-dehidrogenázokról rendelkezésre álló tudásunkat. Ő izolálta először a tejben található laktoperoxidázt és a torma-peroxidázt, amely sok mai immunológiai teszt fontos reagense, valamint kidolgozott egy korai tesztet a véralkoholszint mérésére, amit a svéd és nyugatnémet rendőrség sokáig alkalmazott.

## Elismerései
1955-ben az oxidációs enzimekkel végzett munkáját orvostudományi Nobel-díjjal jutalmazták.
Hugo Theorell számos tudományos társaság tagja volt Svédországban, Dániában, Norvégiában, Finnországban, az USA-ban, Franciaországban, Olaszországban, Lengyelországban, Belgiumban és Indiában. 1947-48-ban és 1957-58-ban ő volt a Svéd Orvostudományi Társaság elnöke. 1950-54 között tagja volt a svéd Állami Természettudományi Kutatási Tanácsnak, 1958-tól pedig az Állami Orvosi Kutatási Tanácsnak. 1954-től ő volt a Nordisk Medicin folyóirat főszerkesztője. Tagja volt a brit Royal Society-nek és az Amerikai Tudományos Akadémiának.

## Családja
Hugo Theorell 1931-ben feleségül vette Elin Margit Elisabeth Alenius zongoraművésznőt. Egy lányuk (Eva Kristina †1935) és három fiuk (Klas Thure Gabriel sz. 1935, Henning Hugo sz. 1939 és Per Gunnar Töres sz. 1942) született. Theorell nagyon kedvelte a klasszikus zenét, kiválóan hegedült, tagja volt a Svéd Királyi Zeneakadémiának és a Stockholmi Szimfonikus Társaságot is elnökölte.
Hugo Theorell 1982. augusztus 15-én halt meg Stockholmban, 79 éves korában.